# Asger Christensen
Asger Bank Møller Christensen (ur. 8 stycznia 1958 w Tarm w Jutlandii Środkowej) – duński polityk, rolnik i samorządowiec, poseł do Parlamentu Europejskiego IX i X kadencji.

## Życiorys
Ukończył szkołę średnią zawodową. Zajął się pracą w rolnictwie, od 1982 właściciel gospodarstwa rolnego, które objęło 400 hektarów i 650 krów mlecznych. Działacz organizacji gospodarczych i branżowych. W latach 1982–1984 był przewodniczącym zrzeszenia młodych rolników LandboUngdom. Był też członkiem Landbrugsraadet, rady działającej na rzecz interesów duńskich rolników. Członek liberalnej partii Venstre. W 2013 został radnym miasta Kolding, a w 2017 prezesem miejscowego portu. W wyborach w 2019 uzyskał mandat deputowanego do Parlamentu Europejskiego IX kadencji. W 2024 z powodzeniem ubiegał się o reelekcję.